# 黄泉無著
黄泉無著（こうせんむぢゃく、生没年未詳）は、江戸時代後期の臨済宗の僧。字は、黄泉。尾張国愛知郡山崎村生まれ。

## 経歴
- 黄龍雄道によって、幼いころ得度。摂津国、武蔵国の諸寺に遊学する。
- 文政11年、長崎の海雲山皓台寺住持（11世）。

## 著書
- 正法眼蔵渉典録